# О Катанга
О Катанга (на френски и на суахили: Haut-Katanga, в най-близък превод Горна Катанга) е една от провинциите на Демократична република Конго. Разположена е в югоизточната част на страната и граничи със Замбия. Столицата на провинцията е град Лубумбаши. Площта на О Катанга е 132 425 км², а населението, според проекция за юли 2015 г., е 4 617 000 души. Най-масово говореният език в провинцията е езикът суахили.